# Батільда Шаумбург-Ліппська (1903–1983)
Батільда Шаумбург-Ліппська (нім. Bathildis zu Schaumburg-Lippe), повне ім'я Батільда Віра Тіра Адельгейда Ерміна Матильда Марі Шаумбург-Ліппська (нім. Bathildis Wera Thyra Adelheid Hermine Mathilde Mary zu Schaumburg-Lippe, 11 листопада 1903 — 29 червня 1983) — принцеса Шаумбург-Ліппська з дому Ліппе, донька принца Шаумбург-Ліппського Альбрехта та вюртемберзької герцогині Ельзи, дружина титулярного князя Шаумбург-Ліппе Вольрада.

## Біографія
Народилась 11 листопада 1903 року у Вельсі. Була четвертою дитиною та єдиною донькою в родині принца Шаумбург-Ліппе Альбрехта та його першої дружини Ельзи Вюртемберзької. Отримала ім'я на честь тітки Батільди. Мала старших братів Макса, Франца Йозефа та Александра. Правителем Шаумбург-Ліппе в той час був кузен її батька — Георг. 15 листопада 1918 року монархія в князівстві була скасована. Була проголошена Вільна держава Шаумбург-Ліппе. Батько у 1923 році придбав замок Пфаффштетт.
У 21-річному віці взяла шлюб зі своїм родичем, 38-річним принцом Вольрадом Шаумбург-Ліппським. Весілля відбулося 16 квітня 1926 року у замку Пфаффштетт. Наречений був спадкоємцем титулярного князя Шаумбург-Ліппе Адольфа II. У подружжя народилося четверо дітей. Мешкала родина у замку Гагенбург.
Навесні 1936 року Вольрад став титулярним князем Шаумбург-Ліппе та головою дому Ліппе. Сімейство залишилося жити у замку Гагенбург, лише за потреби використовуючи апартаменти у правому крилі Бюккебурзького замку, який офіційно був резиденцією династії вже кілька століть.
Вольрад помер від наслідків інсульту у 1962 році. Батільда пішла з життя 29 червня 1983 року. Похована поруч із чоловіком у мавзолеї Бюккебургу.

## Родина
Чоловік — Вольрад Шаумбург-Ліппський
Діти:
- Георг Вільгельм (1926—1945) — спадкоємний принц Шаумбург-Ліппе у 1936—1945 роках, одруженим не був, дітей не мав;
- Філіп Ернст (1928—2003) — титулярний князь Шаумбург-Ліппе у 1962—2003 роках, був одружений з Євою-Бенітою фон Тіле-Вінклер, мав двох синів;
- Костянтин (нар. 1930) — перебуває у другому шлюбі, має трьох дітей;
- Вікторія Луїза (нар. 1940) — була двічі одружена, має двох синів.